# みなみらんぼう
みなみ らんぼう（本名：南 寛康（みなみ ひろやす）、1944年〈昭和19年〉12月13日 - ）は、日本のフォークシンガー、シンガーソングライター、俳優。
「らんぼう」という芸名はフランスの詩人アルチュール・ランボーにあやかったものである。
宮城県栗原郡志波姫町（現・栗原市）生まれ。プロボクシング元WBA世界スーパーフライ級王者の河野公平は娘婿に当たる。

## 来歴
1963年、宮城県築館高等学校卒業。1967年、法政大学社会学部卒業。その後、コピーライター、ラジオ台本作家を経て1971年、日活映画『ネオン警察 ジャックの刺青』の挿入歌『酔いどれ女の流れ唄』で作詞・作曲家としてデビュー。1973年に『ウイスキーの小瓶』で歌手デビューした。
また、子供の世界を対象とした作品も多く手掛け、1976年にNHK『みんなのうた』で発表した『山口さんちのツトム君』は150万枚以上のミリオンセラーを記録した。さまざまな世代を越えて、多くの人に歌われている。他に1980年代、学研の「学習・科学」のキャンペーンソングも手がけた。コンサート活動の他、テレビのリポーター、ラジオパーソナリティー、執筆活動といった方面でマルチに活躍している。
武蔵野を愛し「武蔵野詩人」の肩書きを持つ。自然に関する知識もプロ並で、特に植物に関しては造詣が深く、自然番組や自然を扱ったエッセイなども書いている。エッセイ「おばあちゃんと花」では中学生の国語教科書に採用されている。最近では山歩きをライフワークとし、国内外の山に登り、新聞・雑誌などに山旅のエッセイを発表している。NHKラジオ第1およびNHK-FMの『ラジオ深夜便』・日曜0時台のコーナー「ないとガイド 自然を親しむ」において、奇数月にゲスト出演していた時期もある。

## ディスコグラフィ

### アルバム
- 武蔵野詩人〜みなみらんぼうの世界（1974年）
- らんぼう氏の感傷旅行（1975年）
- 少年の日の情景（1975年）
- 途上にて（1977年）
- 語り尽くせない5月（1978年）
- ウィスキードリーム（1978年）
- あけぼの町日誌（1979年）

### シングル
- ウイスキーの小瓶（1973年）
- 賑やかな酒場（1975年）
- 別れのバス（1976年）
- 途上にて（1977年）
- 男と女・昭和編（1978年） - 井出せつ子、みなみらんぼう[注釈 2]
- 金魚鉢の中にアメリカが見えた（1978年）
- 愛は熱いうち（1984年） - 味の素「ほんだし」CM曲

### 楽曲提供
- NHK『みんなのうた』（※は歌唱も担当）
  - 子象のダンス（1975年）
  - 山口さんちのツトム君（1976年）
  - ユミちゃんの引越し 〜さよならツトム君〜（1976年）
  - 虫歯のこどもの誕生日（1978年）
  - 泣いていた女の子（1979年）
  - 星うらないキラキラ（1983年）
  - 雪祭り（1984年）
  - 船をみた日に（1985年）
  - おじいちゃんの子守唄（1987年）
  - クマのぬいぐるみ（1987年）
  - 三女・おさがり節（1989年）
  - 川はだれのもの？（1995年）
  - ピアノ（1997年）※
  - 山遊歌（2000年）※
- フジテレビ『ママとあそぼう!ピンポンパン』
  - アメリカ生まれの日本の子
  - 海のだいかぞく
  - チュンパラ・ブギ
- フジテレビ系アニメ『フーセンのドラ太郎』
  - フーセンのドラ太郎（1981年）
  - ドラ太郎音頭
- 日本テレビ『ロンパールーム』
  - 一丁目の角のうさぎさん（1975年）
  - お手玉運動会（1975年）
  - みどりせんせいのみ（1978年）

CM
- 「暁の疾風」（競馬ブック） 作詞・作曲・歌
- 「学研のおばちゃん」（科学と学習） 作詞・作曲

## 映画出演
- 北村透谷 わが冬の歌（1977年 三映社 / ATG）主演・透谷役
- いのちの停車場（2021年、東映） - 柳瀬尚也 役

## ドラマ出演
- 火曜サスペンス劇場『可愛い悪魔』（1982年 日本テレビ）
- 『ムー一族』第30話

## 出演番組

### テレビ番組
- フレッシュロータリー（NHK総合）
- 遊々専科（NHK総合）
- なにぬねノート（NHK教育）
- ハイビジョン特集 世界の山岳鉄道-列車は天空をめざす-白夜のフィヨルドを走る-ノルウェー・ベルゲン線とフロム線（NHK BShi、2001年） - 旅人
- 地元の人が教える!2泊3日の旅（旅チャンネル）

### ラジオ番組
- 日本史の舞台（朝日放送ラジオ）

## 著書
- 『ぼくの人生は33 1/3回転 : ウイスキー・ブレイクに奏でるLP盤オムニバス・エッセイ』中央アート出版、1980年10月1日。
  - 『ぼくの人生は33 1/3回転』〈旺文社文庫〉、旺文社、1983年10月15日。
- 『少年の日のあこがれ : らんぼうメルヘン』講談社、1982年4月25日。
- 『たとえば気分は各駅停車 : らんぼうのオモシロ・マジメ人生読本』PHP研究所、1982年12月30日。